# Pillerhöhe
De Pillerhöhe, ook wel Piller Sattel genoemd, is een bergpas in de Oostenrijkse deelstaat Tirol die Wenns in het Pitztal met Fließ en Kauns in het Kaunertal verbindt. De Pillerhöhe ligt ten zuiden van het Venetmassief. Een groot deel van het aangrenzende dal tot aan de pashoogte behoort tot de gemeente Fließ. Aan de zijde van het Pitztal wordt de pasweg vergezeld door het riviertje de Pillerbach, die in noordoostelijke richting stroomt en uitmondt in de Pitze.
Meer dan 100.000 jaar geleden vormde het dal van de Pillerhöhe de voortzetting van het Oberinntal. De pashoogte van 1559 meter biedt een ver uitzicht over het hogergelegen deel van het Inndal. Het gebied rondom de Pillerhöhe is veenachtig en moerassig. In 1992 werd boven op de pas een brandofferplaats uit de La Tène-periode en de Romeinse tijd gevonden. De vondsten hiervan zijn terug te vinden in het archeologisch museum te Fließ.
Arlberg · Bielerhöhe · Brenner · Fern · Flexen · Gerlos · Großglockner · Hahntennjoch · Katschberg · Kühtai · Pfitscherjoch · Plöcken · Radstädter Tauern · Reschen · Seefeld · Sölk · Staller Sattel · Timmelsjoch · Triebener Tauern · Turracherhöhe · Zeinis